# Музыкальная эстетика
Музыка́льная эсте́тика (англ. Aesthetics of music, нем. Musikästhetik) — искусствоведческое понятие, введённое в научный оборот немецким публицистом, поэтом и музыкантом Кристианом Фридрихом Шубартом, впервые употребившим этот термин в своей работе «Идеи к эстетике музыкального искусства» (1784).
Музыкальная эстетика является межотраслевой научной дисциплиной, занимающейся изучением различных эстетических аспектов музыки именно как весьма специфичного вида искусства, что предполагает очень специализированный анализ диалектического соотношения общих законов чувственно-образного восприятия действительности с теми или иными конкретными особенностями и закономерностями музыкального языка как оператора «звуко-смыслов».

## Научная спецификация
В настоящее время под «музыкальной эстетикой» понимают научную дисциплину, которая по своей общей исследовательской направленности близка предметной атрибутике философии музыки, но отличается от последней своей методологической спецификой: если философия музыки является одним из разделов эстетики и занимается преимущественно решением проблем онтологического, гносеологического и аксиологического характера, то музыкальная эстетика в гораздо большей степени призвана решать задачи сугубо музыковедческие, и поэтому она должна свободно и компетентно оперировать специфическими (в том числе и наиболее сложными) научными понятиями из области теории музыки.
А уже по причине такой её методологической ориентированности музыкальную эстетику, как специализированную научную дисциплину, следует относить именно к области музыкознания.
Разумеется, подобный ход рассуждений сохраняет свою актуальность также и при сопоставлении музыкальной эстетики с двумя другими близкими ей межотраслевыми дисциплинами — социологией музыки и музыкальной психологией.

## История возникновения и развития
Проблематика музыкальной эстетики как таковая рассматривалась на всех этапах развития музыкального искусства, а глубокие корни музыкальной эстетики уходят в раннюю античность, где эстетико-ценностные критерии музыки, предложенные Пифагором, Платоном и Аристотелем, связывались с нормативными структурами интервалов, ладов, ритмов и т. д. как отражением космической гармонии и важнейших этосных (этических) качеств человека.
Благодатную почву для своего развития музыкальная эстетика нашла в мировоззренческой доктрине и основанной на ней эстетической концепции неопифагорейцев, а также неоплатоников, идеологические взгляды которых разделял в том числе и один из наиболее крупных теоретиков музыки Боэций, эстетические взгляды которого положили начало средневековому учению о трех взаимосвязанных «музыках», основанному на идее смежности между религиозными символами, душевными состояниями и различными музыкальными элементами..
Свойственное античному периоду преобладание во взглядах на музыкальную эстетику богатой числовой символики и различных аллегорических толкований элементов музыки сохраняется и в Средневековье. Так, например, у монаха-бенедиктинца Арибо Схоластика мы находим непосредственное аллегорическое истолкование муз в терминах музыкальной теории: одна муза означает человеческий голос, две музы — двойственность автентических и плагальных ладов или же двойственное деление музыки на небесную и человеческую, три музы означают три рода звуков, четыре музы — четыре тропа или четыре основных консонанса и т. д.
Большой вклад в развитие музыкальной эстетики внесли и другие учёные из монашеской среды: Аврелиан из Реоме, Ремигий Осерский, Регино Прюмский, Ноткер Заика, Хукбальд Сент-Аманский, (Псевдо-)Одо Клюнийский, Гвидо Аретинский, Берно из Рейхенау, Герман Расслабленный, Вильгельм из Хиршау, Магистр Ламберт, Адам Фульдский, Мартин Герберт, Дом-Бедос де Селль, Дом-Жюмилан, Шубигер, дон Геранже, дон Потье, дон Моккеро и другие.
В рамках космо-эстетической традиции мыслил музыку франко-фламандский теоретик музыки конца XIII — первой половины XIV веков Якоб Льежский — автор крупнейшего по масштабам в Средневековье трактата «Зеркало музыки» («Speculum musicae», около 1330).
Развивая учение об интервалах, о системе церковных ладов и гексахордов, о формах многоголосной музыки, ритмике и нотации, Якоб Льежский наделяет музыкальное произведение статусом уровня в Иерархии Бытия и репрезентантой Космического Закона.
В Эпоху Возрождения начинают успешно решаться проблемы предметного воплощения различных эстетических идей в музыкальных произведениях того или иного жанра (Ars nova). Особую ценность в этой связи представляют труды по теории музыки Иоанна Тинкториса и Николауса Листениуса.
Значительный интерес, с точки зрения развития музыкальной эстетики, представляет возникшая в Эпоху барокко Теория аффектов, основными разработчиками которой явились Иоганн Кванц, Марен Мерсенн, Афанасий Кирхер, Иоганн Вальтер, Клаудио Монтеверди, Иоганн Маттезон, Джованни Бонончини и Христиан Шпис. Согласно Теории аффектов, цель композиторского творчества — возбуждение аффектов, за группами которых закреплялись определённые музыкальные стили и другие средства композиторского письма. По мысли Афанасия Кирхера, передача аффектов не сводилась к каким-либо сугубо ремесленническим техникам, а являлась неким магическим действом по управлению «симпатией», «возникающей между человеком и музыкой». Магии специально обучились многие композиторы той эпохи, включая и крупнейшего из них — Клаудио Монтеверди.
Особо следует сказать о французском музыкальном теоретике XVII века Марене Мерсенне, трактат которого «Всеобщая гармония» («Harmonie universelle») представляет собой образец универсальной науки XVII в., органичным образом синтезирующей в себе понятия музыкальной эстетики с фундаментальными открытиями экспериментального естествознания.
В Эпоху Просвещения, по мере освобождения музыки от сугубо прикладных функций, понимание музыкальной деятельности как некоего «звукового подражания действительности» (мимесис) сменилось признанием универсальности и обобщённости смыслового содержания музыкальных произведений.
Начиная с XVIII века музыка всё более освобождается и от соответствия тем риторическим и кинестическим формулам, которые были обусловлены её длительным «соседством» со словом и движением.
Таким образом, музыкальный язык обрёл полную независимость и самостоятельность, хотя даже и в этом «чисто музыкальном» языке исторически пройденные этапы развития музыки запечатлелись в виде конкретных жизненных ассоциаций и эмоций, связанных с различными типами музыкального движения, интонационной характерностью тематизма, изобразительными эффектами, фонизмом интервалов и т. п.
В дальнейшем, эстетическая концепция выразительно-эмоциональной сущности музыки (отличающая музыкальное искусство от искусства изобразительного) обогащалась всё большим признанием значимости и самоценности в музыкальном творчестве индивидуализированной авторской изобретательности и художественной фантазии.
Австрийский музыкальный критик XIX века, профессор теории, истории и эстетики музыки Венского университета, автор трактата «О музыкально-прекрасном», Э. Ганслик, исходя из идеалистической философии Иммануила Канта, считал музыку особой формой духовной деятельности, и на основании этой идейной посылки противопоставлял музыку всем другим видам искусства. Пытаясь объединить «эстетику чувства» и «эстетику числа» Ганслик задался целью создать «эстетику чувства числа».
Ну а в XX веке на первый план в музыкальной культуре Запада выдвигаются критерии новизны композиторской техники: к существующим уже «философскому» и «музыковедческому» направлениям в музыкальной эстетике прибавляется «композиторское». Это последнее во многом сближается с музыкальной критикой, что начинает рассматриваться некоторыми музыковедами как симптом кризиса музыкально-эстетического сознания.